# SN 2004fv
SN 2004fv – supernowa typu Ia odkryta 4 listopada 2004 roku w galaktyce NGC 6492. W momencie odkrycia miała maksymalną jasność 14,80m.